# Jump4joy
Jump4Joy (Jump 4 Joy) är en svensk kvartett inriktad på boogie woogie, energi, humor och viss teatralisk scenframställning. Grundstommen är pianisten och sångaren Ulf Sandström och saxofonisten Bo Gustafsson. Den senare har ett förflutet i bland annat Dag Vag som Kopp Te. Kenneth Björnlund spelar trummor och Surjo Benigh bas. Gruppen bildades 1992 och har sedan dess genomfört över 3000 konserter såväl i Sverige som internationellt. En egen teater-konsert-föreställning skrevs och sattes upp på Scalateatern i Stockholm 2002. 
Gruppen har samarbetat med olika artister och grupper, bland andra Clarence "Frogman" Henry, Albert King, Tommy Ridgley, The Drifters, Owe Thörnqvist, Thorsten Andreassen och Stig Vig. 